# Rallye-Weltmeisterschaft 2020
Die 48. Ausgabe der WRC-Rallye-Weltmeisterschaft wurde vom 23. Januar bis zum 22. November 2020 ausgetragen. Geplant war, erstmals seit 2002 wieder die Rallye Safari in Kenia in den WM-Kalender aufzunehmen. Weiters waren die Rallye Neuseeland, die zuletzt 2012 Teil der Weltmeisterschaft war, sowie die Rallye Japan, die zwischen 2004 und 2008 sowie 2010 ausgetragen wurde, im Kalender. Die Rallyes in Australien, Katalonien und Korsika waren dafür nicht mehr im Aufgebot. Nach der Rallye Mexiko musste die Saison wegen der COVID-19-Pandemie unterbrochen werden. Der Ablauf der Saison musste komplett neu ausgerichtet werden und der weitere Verlauf der Saison beschränkte sich auf Weltmeisterschaftsläufe in Europa. So kam Estland zum Status eines Weltmeisterschaftslaufs.

## Teams und Fahrer

### Änderungen zum Vorjahr
Der amtierende Weltmeister Ott Tänak wechselte von Toyota zu Hyundai. Der japanische Hersteller verpflichtete dazu den mehrfachen Weltmeister Sébastien Ogier der nach dem Rückzug von Citroën ein neues Team brauchte, den Waliser Elfyn Evans (früher M-Sport) sowie den finnischen Nachwuchsfahrer Kalle Rovanperä, der seine erste gesamte Saison in einem WRC-Fahrzeug der obersten Klasse platz nahm. Takamoto Katsuta bestritt fünf Weltmeisterschaftsläufe im Toyota Yaris WRC des Werksteams. Citroën zog sein Werksteam aus der WRC zurück, blieb aber als Lieferant für Privatteams in der WRC2. Der zweite Werksfahrer Citroëns der vergangenen Saison Esapekka Lappi wechselte zu M-Sport Ford.

| Eingetragene Fahrer mit Anrecht auf Punkte für die Herstellerwertung | Eingetragene Fahrer mit Anrecht auf Punkte für die Herstellerwertung | Eingetragene Fahrer mit Anrecht auf Punkte für die Herstellerwertung | Eingetragene Fahrer mit Anrecht auf Punkte für die Herstellerwertung | Eingetragene Fahrer mit Anrecht auf Punkte für die Herstellerwertung | Eingetragene Fahrer mit Anrecht auf Punkte für die Herstellerwertung | Eingetragene Fahrer mit Anrecht auf Punkte für die Herstellerwertung |
| Team                                                                 | Auto                                                                 | Nr.                                                                  | Fahrer                                                               | Co-Pilot                                                             | Rallye                                                               |                                                                      |
| -------------------------------------------------------------------- | -------------------------------------------------------------------- | -------------------------------------------------------------------- | -------------------------------------------------------------------- | -------------------------------------------------------------------- | -------------------------------------------------------------------- | -------------------------------------------------------------------- |
| M-Sport Ford WRT                                                     | Ford Fiesta WRC                                                      | 3                                                                    | Teemu Suninen                                                        | Jarmo Lehtinen                                                       | Alle                                                                 |                                                                      |
| M-Sport Ford WRT                                                     | Ford Fiesta WRC                                                      | 4                                                                    | Esapekka Lappi                                                       | Janne Ferm                                                           | Alle                                                                 |                                                                      |
| M-Sport Ford WRT                                                     | Ford Fiesta WRC                                                      | 44                                                                   | Gus Greensmith                                                       | Elliott Edmondson                                                    | 1, 3–7                                                               |                                                                      |
| Hyundai Shell Mobis WRT                                              | Hyundai i20 Coupe WRC                                                | 6                                                                    | Dani Sordo                                                           | Carlos del Barrio                                                    | 3, 6–7                                                               |                                                                      |
| Hyundai Shell Mobis WRT                                              | Hyundai i20 Coupe WRC                                                | 8                                                                    | Ott Tänak                                                            | Martin Järveoja                                                      | Alle                                                                 |                                                                      |
| Hyundai Shell Mobis WRT                                              | Hyundai i20 Coupe WRC                                                | 9                                                                    | Sébastien Loeb                                                       | Daniel Elena                                                         | 1, 5                                                                 |                                                                      |
| Hyundai Shell Mobis WRT                                              | Hyundai i20 Coupe WRC                                                | 11                                                                   | Thierry Neuville                                                     | Nicolas Gilsoul                                                      | Alle                                                                 |                                                                      |
| Hyundai Shell Mobis WRT                                              | Hyundai i20 Coupe WRC                                                | 16                                                                   | Craig Breen                                                          | Paul Nagle                                                           | 2                                                                    |                                                                      |
| Hyundai Shell Mobis WRT                                              | Hyundai i20 Coupe WRC                                                | 42                                                                   | Craig Breen                                                          | Paul Nagle                                                           | 4                                                                    |                                                                      |
| Hyundai 2C Competition                                               | Hyundai i20 Coupe WRC                                                | 7                                                                    | Pierre-Louis Loubet                                                  | Vincent Landais                                                      | 4–6                                                                  |                                                                      |
| Hyundai 2C Competition                                               | Hyundai i20 Coupe WRC                                                | 96                                                                   | Ole Christian Veiby                                                  | Jonas Andersson                                                      | 7                                                                    |                                                                      |
| Toyota Gazoo Racing WRT                                              | Toyota Yaris WRC                                                     | 17                                                                   | Sébastien Ogier                                                      | Julien Ingrassia                                                     | Alle                                                                 |                                                                      |
| Toyota Gazoo Racing WRT                                              | Toyota Yaris WRC                                                     | 33                                                                   | Elfyn Evans                                                          | Scott Martin                                                         | Alle                                                                 |                                                                      |
| Toyota Gazoo Racing WRT                                              | Toyota Yaris WRC                                                     | 69                                                                   | Kalle Rovanperä                                                      | Jonne Halttunen                                                      | Alle                                                                 |                                                                      |

| Eingetragene Fahrer ohne Anrecht auf Punkte für die Herstellerwertung | Eingetragene Fahrer ohne Anrecht auf Punkte für die Herstellerwertung | Eingetragene Fahrer ohne Anrecht auf Punkte für die Herstellerwertung | Eingetragene Fahrer ohne Anrecht auf Punkte für die Herstellerwertung | Eingetragene Fahrer ohne Anrecht auf Punkte für die Herstellerwertung | Eingetragene Fahrer ohne Anrecht auf Punkte für die Herstellerwertung | Eingetragene Fahrer ohne Anrecht auf Punkte für die Herstellerwertung |
| Team                                                                  | Auto                                                                  | Nr.                                                                   | Fahrer                                                                | Co-Pilot                                                              | Rallye                                                                |                                                                       |
| --------------------------------------------------------------------- | --------------------------------------------------------------------- | --------------------------------------------------------------------- | --------------------------------------------------------------------- | --------------------------------------------------------------------- | --------------------------------------------------------------------- | --------------------------------------------------------------------- |
| Saintéloc Junior Team                                                 | Citroën C3 WRC                                                        | 21                                                                    | Petter Solberg                                                        | Andreas Mikkelsen                                                     | 6                                                                     |                                                                       |
| Janne Tuohino                                                         | Ford Fiesta WRC                                                       | 65                                                                    | Kimmo Kurkela                                                         | Reeta Hämäläinen                                                      | 4                                                                     |                                                                       |
| M-Sport Ford WRT                                                      | Ford Fiesta WRC                                                       | 40                                                                    | Deividas Jocius                                                       | Mindaugas Varža                                                       | 1–3                                                                   |                                                                       |
| MP-Sports                                                             | Ford Fiesta RS WRC                                                    | 22                                                                    | Martin Prokop                                                         | Zdeněk Jůrka                                                          | 6                                                                     |                                                                       |
| OT Racing                                                             | Ford Fiesta WRC                                                       | 64                                                                    | Georg Groß                                                            | Raigo Mõlder                                                          | 4                                                                     |                                                                       |
| Latvala Motorsport                                                    | Toyota Yaris WRC                                                      | 10                                                                    | Jari-Matti Latvala                                                    | Juho Hänninen                                                         | 2                                                                     |                                                                       |
| Toyota Gazoo Racing WRT                                               | Toyota Yaris WRC                                                      | 18                                                                    | Takamoto Katsuta                                                      | Daniel Barritt                                                        | 1–2, 4, 6–7                                                           |                                                                       |

## Kalender
| Nr. | Rallye             | Untergrund  | Datum von \| bis | Datum von \| bis | Sieger           | Hersteller | Report |
| --- | ------------------ | ----------- | ---------------- | ---------------- | ---------------- | ---------- | ------ |
| 1   | Rallye Monte Carlo | Eis/Asphalt | 23.1.            | 26.1.            | Thierry Neuville | Hyundai    | Report |
| 2   | Rallye Schweden    | Schnee      | 13.2.            | 16.2.            | Elfyn Evans      | Toyota     | Report |
| 3   | Rallye Mexiko      | Schotter    | 12.3.            | 15.3.            | Sébastien Ogier  | Toyota     | Report |
| 4   | Rallye Estland     | Schotter    | 04.9.            | 06.9.            | Ott Tänak        | Hyundai    | Report |
| 5   | Rallye Türkei      | Schotter    | 18.9.            | 20.9.            | Elfyn Evans      | Toyota     | Report |
| 6   | Rallye Italien     | Schotter    | 08.10.           | 11.10.           | Dani Sordo       | Hyundai    | Report |
| 7   | Rallye Monza       | Asphalt     | 03.12.           | 06.12.           | Sébastien Ogier  | Toyota     | Report |

Wegen der COVID-19-Pandemie wurden die Rallyes in Südamerika, Asien, Afrika, Finnland, Neuseeland, Deutschland, Wales und Belgien abgesagt.

## Klassifikationen

### Fahrerwertung WRC
Die WM-Punkte wurden an die erstplatzierten zehn Fahrer nach dem folgenden FIA-Standard vergeben.
Für die Power-Stage erhielten die fünf schnellsten Fahrer jeweils 5-4-3-2-1 Bonuspunkte für die Fahrer-Weltmeisterschaft.
| Punkteverteilung | Punkteverteilung | Punkteverteilung | Punkteverteilung | Punkteverteilung | Punkteverteilung | Punkteverteilung | Punkteverteilung | Punkteverteilung | Punkteverteilung | Punkteverteilung |
| ---------------- | ---------------- | ---------------- | ---------------- | ---------------- | ---------------- | ---------------- | ---------------- | ---------------- | ---------------- | ---------------- |
| Rang             | 1                | 2                | 3                | 4                | 5                | 6                | 7                | 8                | 9                | 10               |
| Punkte           | 25               | 18               | 15               | 12               | 10               | 8                | 6                | 4                | 2                | 1                |

| Rang | Fahrer                  | Monaco | Schweden | Mexiko | Estland | Turkei | Italien | Italien | Punkte |
| ---- | ----------------------- | ------ | -------- | ------ | ------- | ------ | ------- | ------- | ------ |
| 01   | Sébastien Ogier         | 2 2    | 4 3      | 1      | 3 4     | DNF    | 3 3     | 1       | 122    |
| 02   | Elfyn Evans             | 3 4    | 1        | 4      | 4 2     | 1 4    | 4 4     | 293     | 114    |
| 03   | Ott Tänak               | DNF    | 2 4      | 2      | 1 3     | 17 2   | 6 1     | 2       | 105    |
| 04   | Thierry Neuville        | 1      | 6 2      | 16     | DNF     | 2 1    | 2 2     | DNF     | 87     |
| 05   | Kalle Rovanperä         | 5      | 3 1      | 5      | 5 1     | 4 3    | DNF     | 5       | 80     |
| 06   | Esapekka Lappi          | 4 5    | 5 5      | DNF    | 7       | 6      | DNF     | 4 4     | 52     |
| 07   | Teemu Suninen           | 8 3    | 8        | 3      | 6       | DNF    | 5       | DNF     | 44     |
| 08   | Dani Sordo              |        |          | DNF    |         |        | 1 5     | 35      | 42     |
| 09   | Craig Breen             |        | 7        |        | 2 5     |        |         |         | 25     |
| 010  | Sébastien Loeb          | 6      |          |        |         | 3 5    |         |         | 24     |
| 011  | Gus Greensmith          | 63     |          | 9      | 8       | 5      | 25      | DNF     | 16     |
| 12   | Pontus Tidemand         |        | 15       | 6      | 15      | 8      | 10      | 10      | 14     |
| 13   | Takamoto Katsuta        | 7      | 9        |        | DNF     |        | DNF     | 201     | 13     |
| 14   | Jari Huttunen           |        | 10       |        | 11      |        | 8       | 8       | 9      |
| 15   | Andreas Mikkelsen       |        |          |        |         |        |         | 6       | 8      |
| 16   | Oliver Solberg          | 25     | 17       | DNF    | 9       |        | 18      | 7       | 8      |
| 17   | Kajetan Kajetanowicz    |        |          | 14     | DNF     | 7      | 9       | 14      | 8      |
| 18   | Nikolai Grjasin         | 16     | 21       | 7      | 19      |        | DNF     |         | 6      |
| 19   | Pierre-Louis Loubet     |        |          |        | DNF     | DNF    | 7       |         | 6      |
| 20   | Marco Bulacia Wilkinson |        |          | 8      | 14      | 10     | 11      | 16      | 5      |
| 21   | Mads Østberg            | 10     | 12       |        | 10      |        | 14      | 9       | 4      |
| 22   | Eric Camilli            | 9      |          |        |         |        | DNF     |         | 2      |
| 23   | Adrien Fourmaux         | 15     | 18       |        | 13      | 9      | DNF     | 49      | 2      |
| 24   | Ole Christian Veiby     | DNF    | 13       | 10     | DNF     |        | 12      | DNF     | 1      |
| 25   | Jari-Matti Latvala      |        | DNF      |        |         |        |         |         | 0      |
| Rang | Fahrer                  | Monaco | Schweden | Mexiko | Estland | Turkei | Italien | Italien | Punkte |

| Legende  | Legende            | Legende                                                          |
| Farbe    | Abkürzung          | Bedeutung                                                        |
| -------- | ------------------ | ---------------------------------------------------------------- |
| Gold     | –                  | Sieg                                                             |
| Silber   | –                  | 2. Platz                                                         |
| Bronze   | –                  | 3. Platz                                                         |
| Grün     | –                  | Platzierung in den Punkten                                       |
| Blau     | –                  | Klassifiziert außerhalb der Punkteränge                          |
| Violett  | DNF                | Rennen nicht beendet (did not finish)                            |
| Violett  | NC                 | nicht klassifiziert (not classified)                             |
| Rot      | DNQ                | nicht qualifiziert (did not qualify)                             |
| Rot      | DNPQ               | in Vorqualifikation gescheitert (did not pre-qualify)            |
| Schwarz  | DSQ                | disqualifiziert (disqualified)                                   |
| Weiß     | DNS                | nicht am Start (did not start)                                   |
| Weiß     | WD                 | zurückgezogen (withdrawn)                                        |
| Hellblau | PO                 | nur am Training teilgenommen (practiced only)                    |
| Hellblau | TD                 | Freitags-Testfahrer (test driver)                                |
| ohne     | DNP                | nicht am Training teilgenommen (did not practice)                |
| ohne     | INJ                | verletzt oder krank (injured)                                    |
| ohne     | EX                 | ausgeschlossen (excluded)                                        |
| ohne     | DNA                | nicht erschienen (did not arrive)                                |
| ohne     | C                  | Rennen abgesagt (cancelled)                                      |
| ohne     | keine WM-Teilnahme |                                                                  |
| sonstige | P/fett             | Pole-Position                                                    |
| sonstige | 1/2/3/4/5/6/7/8    | Punktplatzierung im Sprint-/Qualifikationsrennen                 |
| sonstige | SR/kursiv          | Schnellste Rennrunde                                             |
| sonstige | *                  | nicht im Ziel, aufgrund der zurückgelegten Distanz aber gewertet |
| sonstige | ()                 | Streichresultate                                                 |
| sonstige | unterstrichen      | Führender in der Gesamtwertung                                   |

### Teamwertung WRC
| Rang | Hersteller                           | Monaco | Schweden | Mexiko | Estland | Turkei | Italien | Italien | Punkte |
| ---- | ------------------------------------ | ------ | -------- | ------ | ------- | ------ | ------- | ------- | ------ |
| 01   | Hyundai Shell Mobis World Rally Team | 1      | 2        | 2      | 1       | 2      | 1       | 2       | 241    |
| 01   | Hyundai Shell Mobis World Rally Team | 5      | 5        | 6      | 2       | 3      | 2       | 3       | 241    |
| 02   | Toyota Gazoo Racing WRT              | 2      | 1        | 1      | 3       | 1      | 3       | 1       | 236    |
| 02   | Toyota Gazoo Racing WRT              | 3      | 3        | 4      | 4       | 4      | 4       | 5       | 236    |
| 03   | M-Sport Ford World Rally Team        | 4      | 4        | 3      | 5       | 5      | 5       | 4       | 129    |
| 03   | M-Sport Ford World Rally Team        | 6      | 6        | 5      | 6       | 6      | 7       |         | 129    |
| 04   | Hyundai 2C Competition               |        |          |        | DNF     |        | 6       |         | 8      |

### Fahrerwertung WRC2
| Rang | Fahrer              | Monaco | Schweden | Mexiko | Estland | Turkei | Italien | Italien | Punkte |
| ---- | ------------------- | ------ | -------- | ------ | ------- | ------ | ------- | ------- | ------ |
| 01   | Mads Østberg        | 1      | 1        |        | 1       |        | 4       | 1       | 112    |
| 02   | Pontus Tidemand     |        | 3        | 1      | 3       | 1      | 1       | 2       | 108    |
| 03   | Adrien Fourmaux     | 2      | 4        |        | 2       | 2      | DNF     | 4       | 78     |
| 04   | Ole Christian Veiby | DNF    | 2        | 3      | DNF     |        | 2       |         | 51     |
| 05   | Nikolai Grjasin     | 3      | 6        | 2      | 5       |        | DNF     |         | 51     |
| 06   | Eyvind Brynildsen   |        |          |        | 4       | 3      | 3       |         | 42     |
| 07   | Rhys Yates          | 4      | 5        |        |         |        |         |         | 22     |
| 08   | Jan Kopecký         |        |          |        |         |        |         | 3       | 15     |

Insgesamt wurden 8 Fahrer klassiert.

### Teamwertung WRC2
| Rang | Fahrer             | Monaco | Schweden | Mexiko | Estland | Turkei | Italien | Italien | Punkte |
| ---- | ------------------ | ------ | -------- | ------ | ------- | ------ | ------- | ------- | ------ |
| 01   | Toksport WRT       |        | 3        | 1      | 3       | 1      | 1       |         | 147    |
| 01   | Toksport WRT       |        |          |        | 4       | 3      | 3       |         | 147    |
| 02   | PH-Sport           | 1      | 1        |        | 1       |        | 4       | 1       | 112    |
| 03   | Hyundai Motorsport | 3      | 2        | 2      | 5       |        | 2       |         | 102    |
| 03   | Hyundai Motorsport | DNF    | 6        | 3      |         |        |         |         | 102    |
| 04   | M-Sport WRT        | 2      | 4        |        | 2       | 2      |         |         | 88     |
| 04   | M-Sport WRT        | 4      | 5        |        |         |        |         |         | 88     |

### Fahrerwertung WRC3
| Rang | Fahrer                  | Monaco | Schweden | Mexiko | Estland | Turkei | Italien | Italien | Punkte |
| ---- | ----------------------- | ------ | -------- | ------ | ------- | ------ | ------- | ------- | ------ |
| 1    | Jari Huttunen           |        | 1        |        | 2       |        | 1       | 3       | 83     |
| 2    | Marco Wilkinson Bulacia |        |          | 1      | 4       | 2      | 3       | 6       | 70     |
| 3    | Kajetan Kajetanowicz    |        |          | 4      | DNF     | 1      | 2       | 5       | 65     |
| 4    | Oliver Solberg          |        | 5        | DNF    | 1       |        | 6       | 2       | 61     |
| 5    | Emil Lindholm           |        | 2        |        |         |        |         | 5       | 30     |

Insgesamt wurden 51 Fahrer klassiert.

### Fahrerwertung JWRC
| Rang | Fahrer          | Schweden | Estland | Italien | Italien | Punkte |
| ---- | --------------- | -------- | ------- | ------- | ------- | ------ |
| 01   | Tom Kristensson | 1        | DNF     | 1       | 1       | 100,5  |
| 02   | Mārtiņš Sesks   | 2        | 1       | 3       | DNF     | 69     |
| 03   | Sami Pajari     | 4        | 2       | 5       | 4       | 66     |

Insgesamt wurden 13 Fahrer klassiert.